# 上智大学大学院経済学研究科・経済学部
上智大学経済学部（じょうちだいがくけいざいがくぶ、英称:Faculty of Economics）は、上智大学が設置する経済学部。上智大学大学院経済学研究科（じょうちだいがくだいがくいんけいざいがくけんきゅうか、英称:Graduate School of Economics）は、上智大学が設置する大学院経済学研究科。

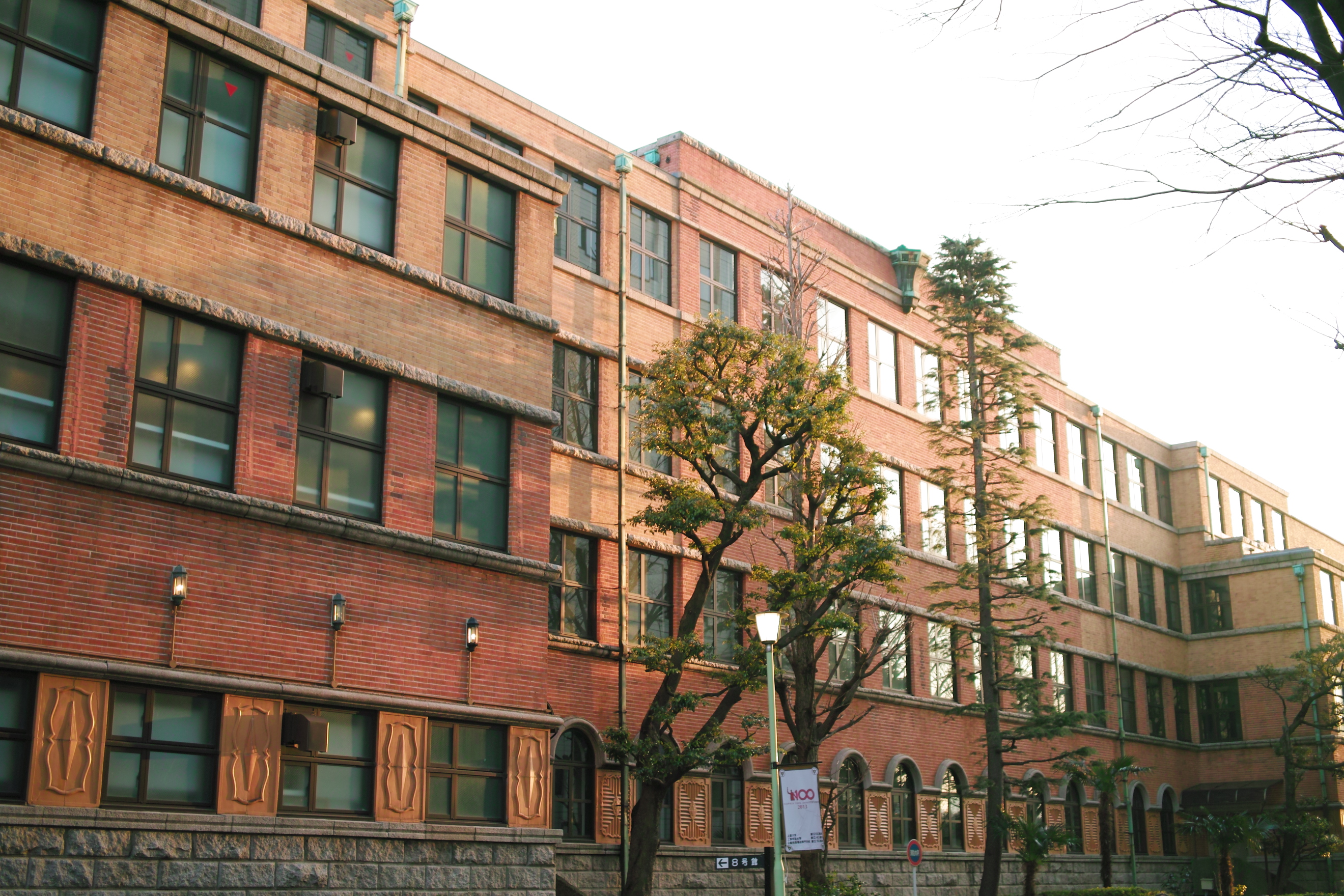
上智大学1号館（1932年竣工、スイス人建築家マックス・ヒンデルによる設計）

## 概要

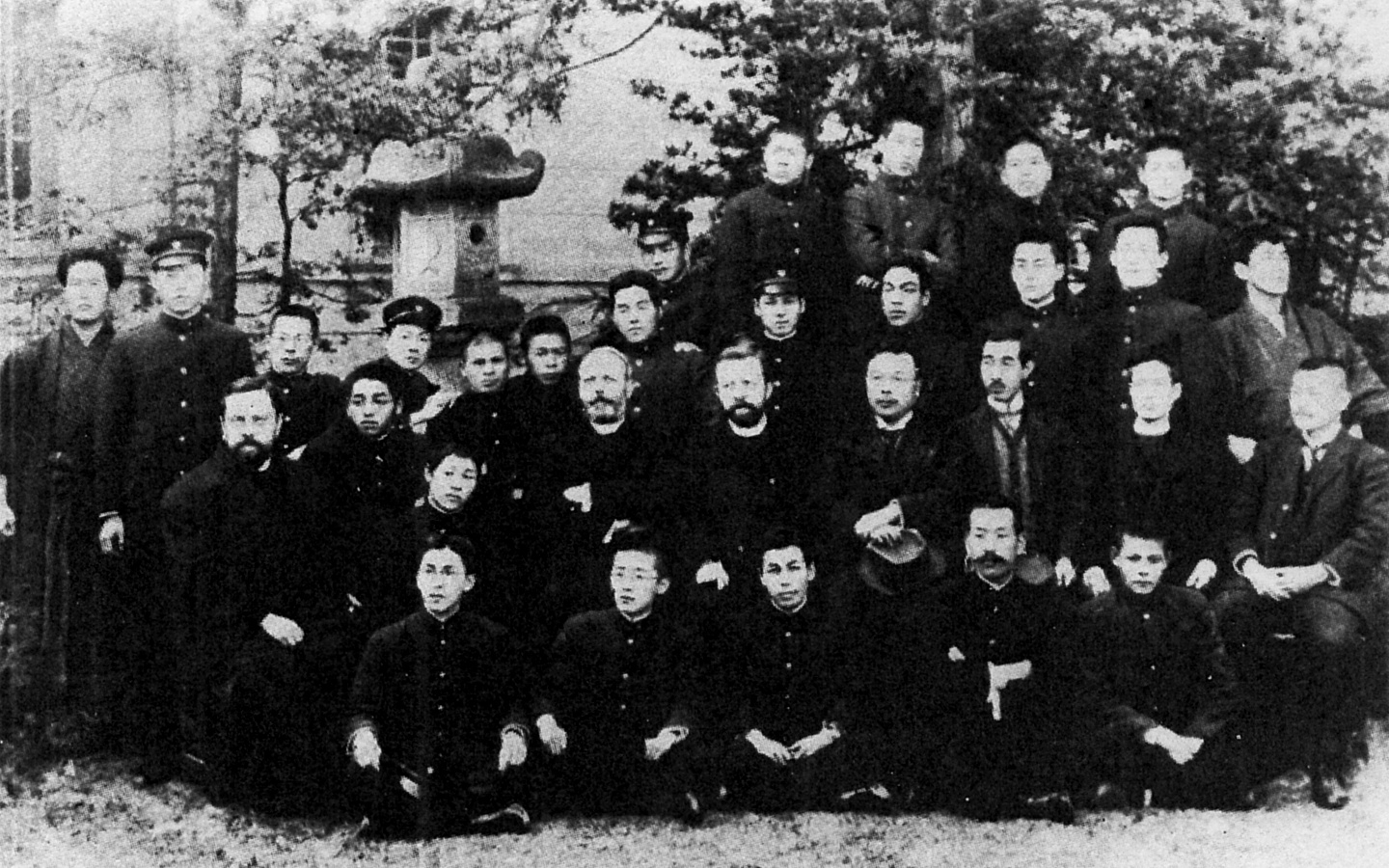
ヘルマン・ホフマン初代学長と上智大学第1期生

- 上智大学経済学部は、1913年に開設された商科を前身とし、商学部商学科を経て、1948年上智大学経済学部として設立された[1]。上智大学の中で最も長い歴史をもつ学部の一つである。学科としては、経済学科と経営学科の2学科が置かれている[2]。
- 経済学科は、慶應義塾大学経済学部A方式と同様に一般入試で数学IA・ⅡBを受験必須科目としているなど、数学力を重視した入試を展開している[3]。
- 2016年に経済学英語特修プログラム（Faculty of Economics, Economics in English Program）を開設。ミクロ経済学・マクロ経済学を日本語で学び経済学の基礎を習得した上で、開発・環境・貿易・金融・政策など、多彩な専門科目を英語で学ぶ[4]。
- 2018年に経営学英語特修プログラム（Faculty of Economics, Management in English Program）を開設。経営学概論を日本語で学び経営学の基礎を習得した上で、戦略・国際経営・マーケティング・消費者行動・財務会計・管理会計など、多彩な専門科目を英語で学ぶ[4]。

## 沿革
- 1913年 上智大学商科を開設[1]
- 1928年 大学令による上智大学設立認可[5]、文学部と商学部を開設[6]。
- 1931年 商学部が経済学科と商学科の2学科になる[6]。
- 1943年 本学学生が学徒出陣壮行会に参加、経済学部（商学部から改称）を閉鎖。同学部生55名は慶應義塾大学経済学部に編入[7]。
- 1948年 上智大学経済学部を開設。経済学科及び商学科を設置[1]。
- 1968年 商学科を経営学科と改名[1]。

## 学部
- 経済学科[2]
  - 入学定員165人・収容定員660人[2]
- 経営学科[2]
  - 入学定員165人・収容定員660人[2]

## 大学院
- 経済学専攻
- 経営学専攻

## 刊行物
上智大学経済学会は以下の刊行物（紀要）を定期的に発行している。
- 「上智経済論集」

## 著名な出身者

### 政治・行政
- 斉藤斗志二 - 元衆議院議員、元防衛庁長官、元衆議院議員斉藤滋与史の甥
- 西銘恒三郎 - 衆議院議員、復興大臣、内閣府特命担当大臣（沖縄及び北方対策担当）、元衆議院議員西銘順治の三男
- 山下英利 - 元参議院議員、元防衛大臣政務官、元衆議院議員山下元利の長男
- 小池政就 - 元衆議院議員、元衆議院議員小池政恩の孫
- 松平浩一 - 元衆議院議員、元ベーカー&マッケンジー弁護士
- 矢上雅義 - 元衆議院議員、元熊本県相良村長
- 森洋介 - 衆議院議員、元環境省職員
- 栗林次美 - 元秋田県大仙市長、元秋田県議会議員
- 武広勇平 - 佐賀県上峰町長、全国最年少首長
- 赤谷源一 - 元国際連合事務次長、元駐チリ特命全権大使
- 渥美千尋 - 元駐アイルランド特命全権大使、元外務省南部アジア部長
- 四之宮平祐 - 元駐グアテマラ特命全権大使
- 日野博之 - 国際通貨基金（IMF）元アジア太平洋地域事務所長
- 安部川元伸 - 公安調査庁公安調査管理官・同庁東北公安調査局長
- 岸英彦 - 元国税庁熊本国税局長、元税務大学校副校長

### 経済
- 天野創治郎 - 劇団青年座創設同人
- 秋元征紘 - ナイキジャパン元代表取締役社長、ゲラン元代表取締役社長
- 阿部修平 - スパークス・グループ創業者・代表取締役社長
- 池田道雄 - JX日鉱日石エネルギー（現・ENEOS）顧問・取締役副社長
- 市川正和 - 日野自動車相談役・元代表取締役会長
- 上原治也 - 三菱UFJ信託銀行最高顧問・元代表取締役会長・代表取締役社長、三菱東京フィナンシャル・グループ元代表取締役会長、三菱UFJフィナンシャル・グループ元代表取締役副会長
- 大河原毅 - 日本ケンタッキー・フライド・チキン（現・日本KFCホールディングス）元特別顧問・代表取締役社長、日本食レストラン海外普及推進機構理事長、藍綬褒章受章、旭日中綬章受章
- 大蔵一之 - しんきん信託銀行元代表取締役社長
- 岡野保次郎 - OGIグループ創業者
- 梶正彦 - タタ・コンサルタンシー・サービシズ（インド・タタ財閥）日本法人元取締役会長・代表取締役社長
- 片山直之 - サンマルクホールディングス代表取締役社長
- 河野豊輝 - 三井住建道路相談役・元代表取締役会長
- 北出高一郎 - シティバンク・プライベートバンク（現・シティバンク銀行）元在日代表兼北アジア統括代表
- 下牧拓 - 三井情報顧問・代表取締役社長
- 都木聡 - セレス創業者・代表取締役社長
- 高橋信也 - マネジメントソリューションズ創業者・代表取締役社長兼CEO
- 竹添進二郎 - 日本通運代表取締役社長
- 田中伸一 - グッチグループジャパンホールディングス元代表取締役社長
- 田中精一 - 双日代表取締役副社長執行役員CFO
- 都筑誠 - ポケットカード元代表取締役社長
- 利光松男 - 日本航空元名誉顧問・相談役・代表取締役社長、小田急電鉄創業者利光鶴松の子、勲二等旭日重光章受章
- 濱口敏行 - ヒゲタ醤油代表取締役社長
- 東和浩 - りそなホールディングス取締役兼代表執行役社長、りそな銀行取締役会長兼代表取締役社長、大阪銀行協会会長
- 藤巻幸夫 - 福助元代表取締役社長、元参議院議員
- 松本聖二 - 野村不動産ホールディングス元代表取締役副社長、野村不動産元顧問・代表取締役副社長
- 三浦善司 - リコー特別顧問・元代表取締役社長、LIXILグループ取締役兼監査委員会委員長（院経済卒）
- 三木茂 - フィスコ創業者・元代表取締役会長、元トムソン日本代表
- 三村浩一 - スリーエム ジャパン（旧・住友スリーエム）元代表取締役社長
- 元田賢 - アリアンツ火災海上保険代表取締役社長、外国損害保険協会（FNLIA）会長
- 諸橋晋六 - 三菱商事元特別顧問・相談役・代表取締役会長・代表取締役社長、勲一等瑞宝章受章、大英帝国勲章受章、贈従三位
- 山崎明裕 - エスビー食品元代表取締役会長
- 山本悟 - 住友ゴム工業代表取締役社長
- 吉田多孝 - 伊藤忠商事元代表取締役、ヤナセ代表取締役社長
- 米澤祥一郎 - 三井松島産業（現・三井松島ホールディングス）元代表取締役社長

### マスコミ
- 春原剛 - 日本経済新聞社編集委員
- 高田孝治 - 讀賣テレビ放送元顧問・相談役・代表取締役会長・代表取締役社長、日本民間放送連盟元副会長
- 菅沼尚宏 - ニッポン放送元ディレクター

### 研究
- アンナ・チェルノバイ - 経済学、シラキュース大学准教授
- 大森義明 - 労働経済学、横浜国立大学大学院国際社会科学研究院教授、コネティカット大学ストース校経済学部助教授
- 神吉敬三 - 美術史、上智大学名誉教授、スペイン賢王アルフォンソ十世章
- 鈴木亘 - 経済学、学習院大学教授、日経・経済図書文化賞
- ドミニク・テュルパン - 経営学、国際経営開発研究所学長
- 中西徹 - 経済学、東京大学教授、発展途上国研究奨励賞、各務記念財団優秀図書賞
- 鍋島弘治朗 - 言語学、関西大学教授、日本人工知能学会研究会優秀賞
- 納家政嗣 - 国際政治学、一橋大学名誉教授
- 日引聡 - 環境経済学、東北大学教授、元環境経済・政策学会会長
- 村上裕太郎 - 会計学、慶應義塾大学准教授
- 焼田党 - 経済学、南山大学教授、日本応用経済学会会長

### 芸能
- 柳家三之助 - 落語家、真打
- 王様 - 音楽家、ギタリスト、第37回日本レコード大賞企画賞
- 森山るり - タレント、キャスター
- 長野美郷 - タレント、キャスター、2006年度ミスソフィア
- 藤澤恵麻 - モデル、女優
- MC RYU - ラジオパーソナリティー、ラッパー

### アナウンサー
- 高橋雄一 - 元日本テレビ放送網アナウンサー
- 新美有加 - フジテレビジョンアナウンサー
- 川崎理加 - NHKアナウンサー
- 安齋敦子 - 元テレビユー福島アナウンサー
- 荻島正己 - 元静岡放送アナウンサー
- 松岡祐司 - 高知放送アナウンサー

### その他
- 海老原嗣生 - コンサルタント、リクルートワークス研究所特別編集委員